# Тит, Кхим
Кхим Тит (кхмер. ឃឹម ទិត; 12 июня 1896, Пномпень — 1975) — камбоджийский государственный деятель, премьер-министр Камбоджи с апреля по июль 1956 года.